# Departament de Maldonado
Maldonado (en castellà i oficialment Departamento de Maldonado) és un departament de l'Uruguai, al litoral sud-est del país. Limita al nord amb Lavalleja, a l'est amb Rocha, al sud amb el Riu de la Plata i l'oceà Atlàntic, i a l'oest amb Canelones.
Amb una superfície de 4.793 km², és el tercer departament més petit del país després de Montevideo i Canelones. És, també, un dels nou més antics del país. Va ser creat per decret el 1828 i tenia una superfície aproximada als 28.000 km². La capital departamental és la ciutat homònima (situada 140 km a l'est de Montevideo), i antigament coneguda com a San Fernando de Maldonado, encara que Punta del Este representa el con urbà més freqüentat.
El 2002, ocupava la cinquena posició dins de l'Uruguai pel que fa a l'Índex de Desenvolupament Humà, amb 0,767 punts, una xifra comparable amb la de països com Romania. També, segons les dades del cens del 2004, Maldonado tenia 140.192 habitants, dels quals 54.603 vivien a la capital, essent, per tant, el tercer departament més poblat del país.
Sobre les costes continentals d'aquest departament hi ha la petita Isla de Lobos, una gran reserva natural d'elefants marins.

## Història

### Etimologia

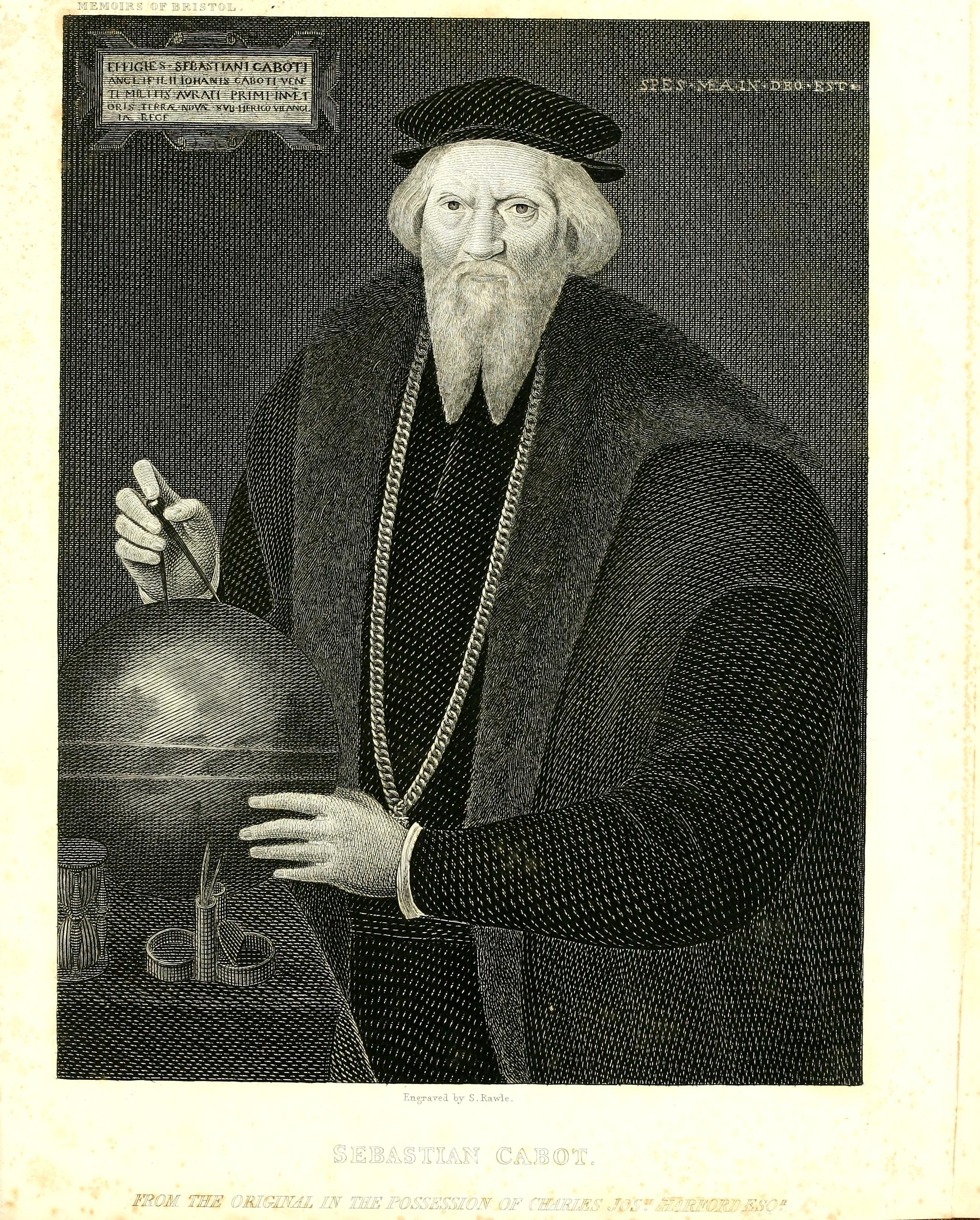
Sebastià Cabot

L'origen del  nom data de l'any 1530, quan l'explorador i navegant venecià Sebastià Cabot va sortir amb destinació Castella, deixant el càrrec al tenient Francisco Maldonado, capità del vaixell de Santa María de Espinar.

### Primers pobles

#### Seglexvii
El 1750, el rei d'Espanya decideix nomenar José Joaquín de Viana com a primer Governador de Montevideo, assumint el comandament el 1751 després de la seva arribada a Buenos Aires el febrer d'aquell mateix any.
Viana, ja en el poder, es va plantejar la possibilitat d'anar guanyant terreny, per la qual cosa no va dubtar en fer lliurament d'estances en predis que anaven distanciant-se notòriament del domini de Montevideo – el qual en aquell moment era compost de petits ranxos i habitatges que formaven part de l'actual barri de Ciudad Vieja.
El 1752 el Tractat de Madrid establia els límits administratius i Viana autoritzava una ordre d'arrest per a José Francisco Gorriti, capità del Regiment de Cantàbria, per refusar contribuir amb les despeses expedicionàries defensives que es realitzaven, per exemple, contra els indis minuans. Aquest fet és molt significatiu per a la història departamental, ja que és el motiu pel qual l'illa de Maldonado rep l'actual nom d'Isla Gorriti.

#### Lluites entre Espanya i Portugal

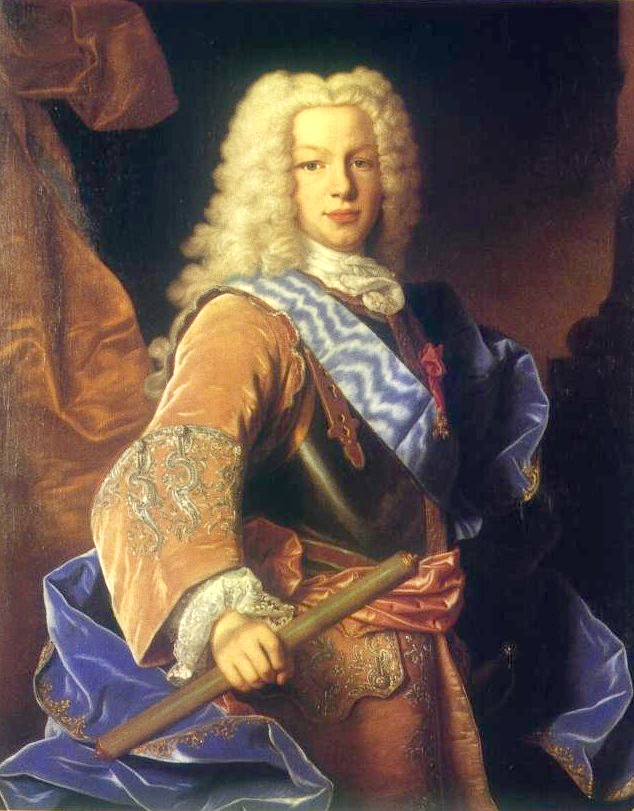
Ferran VI d'Espanya, a qui es deu el gentilici castellà de fernandino per als nadius d'aquest departament.

Simultàniament van col·locar els «marcs» que comprenien a la Banda Oriental en una línia divisòria que justificava l'ocupació del territori amb la signatura del tractat. D'aquesta manera, Montevideo quedava vulnerable davant l'invasor i Maldonado a les intencions colonitzadores de Portugal.
El governador comença a preocupar-se per l'avanç portuguès i decideix demanar el suport del rei espanyol, enviant-li un ofici el juliol de 1754, en el qual expressava el seu malestar davant del lleuger avenç dels portuguesos que ja aconseguien un establiment a l'abadia del Chuy. Viana proposava que s'aixequessin dos poblats, el primer a Maldonado i el segon a Minas, per controlar la situació. Era possible si es destinaven fons suficients per part de la Reial Hisenda. La finalitat primordial seria la col·laboració i servir de barrera davant de possibles ofensives provinents del territori que avui forma part de l'estat brasiler de Rio Grande do Sul.

#### Fundació de la vila de Maldonado
Com a resultat de la indiferència de la seva majestat, Viana va prendre la directiva d'emprendre un viatge en companyia de tretze veïns l'agost de 1755, i va fundar l'assentament de La Caballada del Diario. Uns quants mesos després, la població es trasllada al seu emplaçament actual. Per a tal efecte es desconeix la participació del rei espanyol o d'alguna autoritat vinculada a la jurisdicció oriental, per la qual cosa es pensa que ha d'haver estat una intervenció de facto. Viana passaria des d'aquell moment a exigir igualtat de condicions i bon tracte als nous colons de Maldonado, tal com s'havia donat amb els primers habitants europeus de Montevideo.
El poble va rebre el nom de «Maldonado» que, abans d'això, havia estat adjudicat tant a l'illa com a la badia. Poc després, i en homenatge al rei espanyol Ferran VI, es va començar a emprar el nom complet de «San Fernando de Maldonado».

### Creació del departament

Mapa actual de Maldonado en color vermell.

Quan l'Uruguai va obtenir la independència el 1830, només era subdividit en nou departaments que abastaven una considerable superfície. Maldonado va ser un dels nou primers departaments del país – i es troba representat per una de les nou franges de la bandera de l'Uruguai – i la seva àrea geogràfica era composta a més per la dels actuals departaments de Lavalleja, Rocha i el sud de Treinta y Tres. Tenia, per tant, aproximadament 28.000 km² de superfície, lleugerament menys, per exemple, que la de l'actual comunitat autònoma de Galícia. L'escassa població del «Gran Maldonado» es concentrava, sobretot, a la costa i vivia de la ramaderia i de l'agricultura però més especialment de la pesca i de l'exportació i importació de productes per via portuària. Era un departament amb 200 km de costa marítima i limitava amb el Brasil. En assumptes de govern, Maldonado era representat per un senador i per quatre diputats, un de menys que Montevideo.
El 1837 es va crear el departament de Minas. Per a tal propòsit, la meitat nord del Gran Maldonado va passar a formar part de la nova divisió. El departament va perdre territori interior (10.016 km²) però encara mantenia la totalitat del seu litoral i dominava la franja costanera des del Riu de la Plata fins a l'oceà Atlàntic. A més de les seves aigües, la condició de fronterer amb el Brasil li va permetre mantenir una certa hegemonia durant el segle xix. La duana de Maldonado controlava els productes que entraven o sortien del país amb destinació o origen Montevideo.
Després de pràcticament quatre dècades sense grans canvis, Maldonado va patir una altra divisió territorial, la que potser seria més decisiva, ja que deixaria el departament amb les dimensions actuals, llevat d'una petita porció septentrional que seria reincorporada al departament de Treinta y Tres el 1884 quan aquest es va formar. El 1880 es va crear el departament de Rocha (10.551 km²), el qual s'estendria des de la frontera amb el Brasil, al llarg de la costa atlàntica, fins a pràcticament la separació entre el Riu de la Plata i l'oceà. Amb la pèrdua del litoral oriental i de la frontera, Maldonado quedaria amb una superfície de poc més de 4.000 km². A més a més, una petita part del seu extrem nord serviria per crear el departament de Treinta y Tres quatre anys més tard.
Tot i haver reduït la seva àrea geogràfica en un 75% respecte a la que tenia el 1830, Maldonado ha mantingut una posició privilegiada, ja que encara té nombrosos ports, rierols, serralades i illes, a més de platges sorrenques i una oferta turística destacada des de la segona meitat del segle xx. Després de veure el seu territori dividit en tres nous departaments entre els anys 1830 i 1880, Maldonado és actualment un dels tres departaments més petits del país amb una superfície de 4.793 km² i també ocupa la tercera posició pel que fa al nombre d'habitants, amb unes 150.000 persones segons estimacions del cens del 2004.

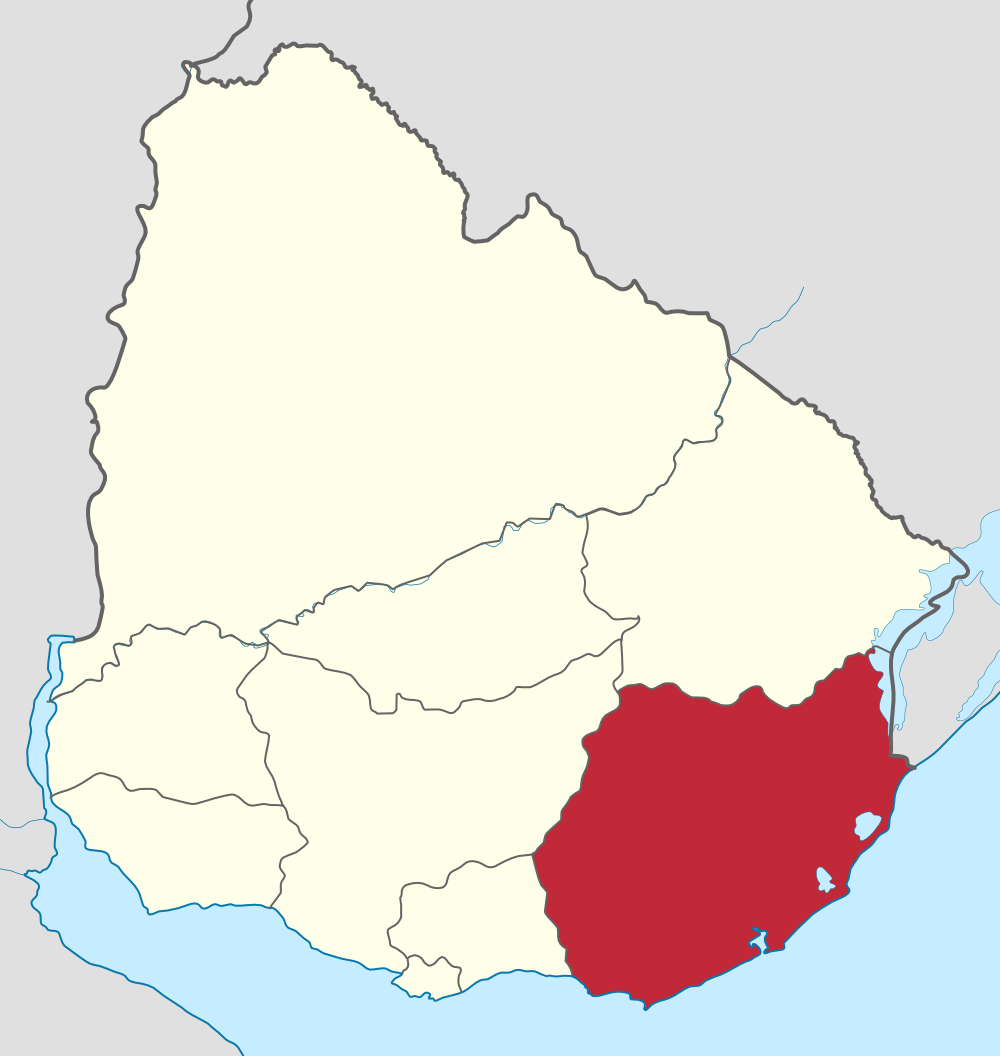
Mapa de Maldonado entre els anys 1830 i 1837
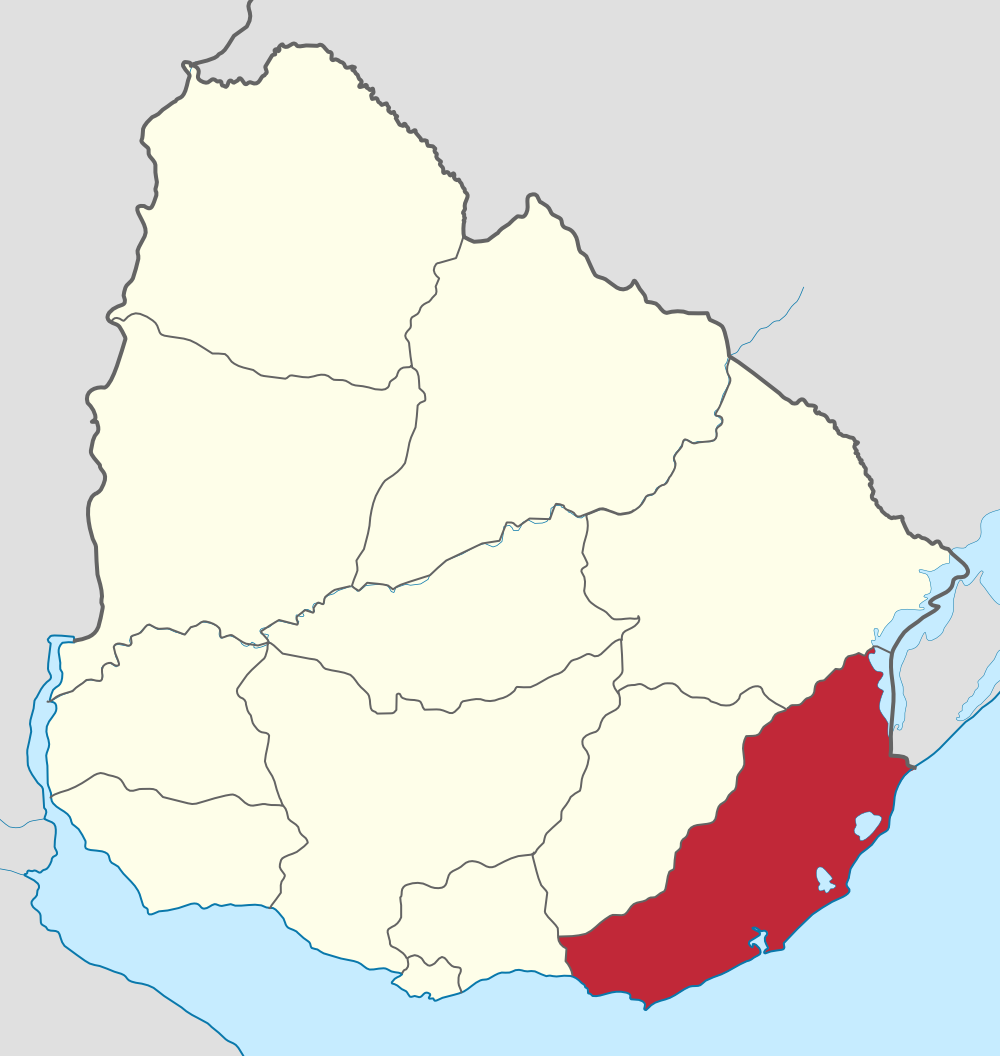
Mapa de Maldonado després de la creació del departament de Minas el 1837
Mapa definitiu de Maldonado després de la creació dels departaments de Rocha i Treinta y Tres entre 1880 i 1884.

## Construccions antigues

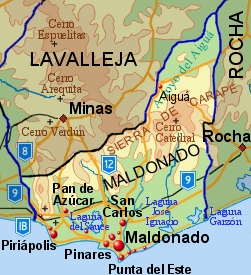
Mapa topogràfic de Maldonado amb les principals poblacions del departament.

### Maldonado
La Catedral San Fernando de Maldonado: edifici d'estil neoclàssic. Les obres van començar el 1801, però es van interrompre el 1806 per mor de les invasions angleses. Va trigar fins a l'octubre de 1895 que l'arquebisbe de Montevideo, Mariano Soler (nascut a San Carlos) va poder inaugurar el temple. L'altar major representa l'obra d'Antonio Veiga, que va obtenir dos premis en l'exposició continental a Buenos Aires cap a 1882.
La imatge de la Mare de Déu del Carmen a l'extrem superior de l'altar, era propietat del vapor Ciudad del Santander, que va naufragar als voltants de l'Isla de Lobos el 1829. El marquès de Comillas, el seu legítim propietari, va donar la imatge que avui rep la veneració a la Mare de Déu i sobre el suport del qual el pintor uruguaià Carlos de Santiago va representar el vaixell Ciudad del Santander.
Capella: el febrer de 1801 el rector Dámaso Gómez de Fonseca va establir de forma oficial aquest emplaçament, per poder construir el solar pensat per a l'església a l'actual catedral. En temps d'invasió anglesa la capella va ser el lloc que es va trobar fora de perill de les ofensives bèl·liques, encara que el 1889 es corria el rumor que tiscava esfondrar-se pel deteriorament de l'estructura.
Torre del Guaita: va ser edificada per Rafael Pérez del Puerto el 1800. Té cinc metres de costat i tretze d'alçària. Servia per a guaitar el Riu de la Plata i informar el govern de Buenos Aires sobre qualsevol ingrés marítim a l'estuari sota la seva jurisdicció.
Marcs dels Reis: instal·lat el 1752 per servir de límit entre les possessions espanyoles i portugueses d'acord amb el redactat a Madrid el 1750. És de marbre blanc esquitxat en color rosat, i va ser fabricat a Lisboa, esculpit amb llegendes i noms de monarques d'aquell temps.
Caserna de Dracs o Blandengues: L'edifici es va començar el març de 1771 i va culminar el 1797, segons els plans de Bartolomé Howel, un enginyer espanyol. S'hi va refugiar el General José Gervasio Artigas, pròcer nacional uruguaià.

### Piriápolis
El Castell de Piria: construït cap a l'any 1894 i apropiat per Francisco Piria, a qui deu el  nom. Va ser cedit el 1975 per Carmen Piria a la família Amaro, i convertit en museu històric el 1980. Ha estat objecte de llegendes que versen sobre la presència de fantasmes al seu contorn. El cert és que avui pot visitar-se i conèixer l'estil de vida de la que va ser la família més rica de la zona.

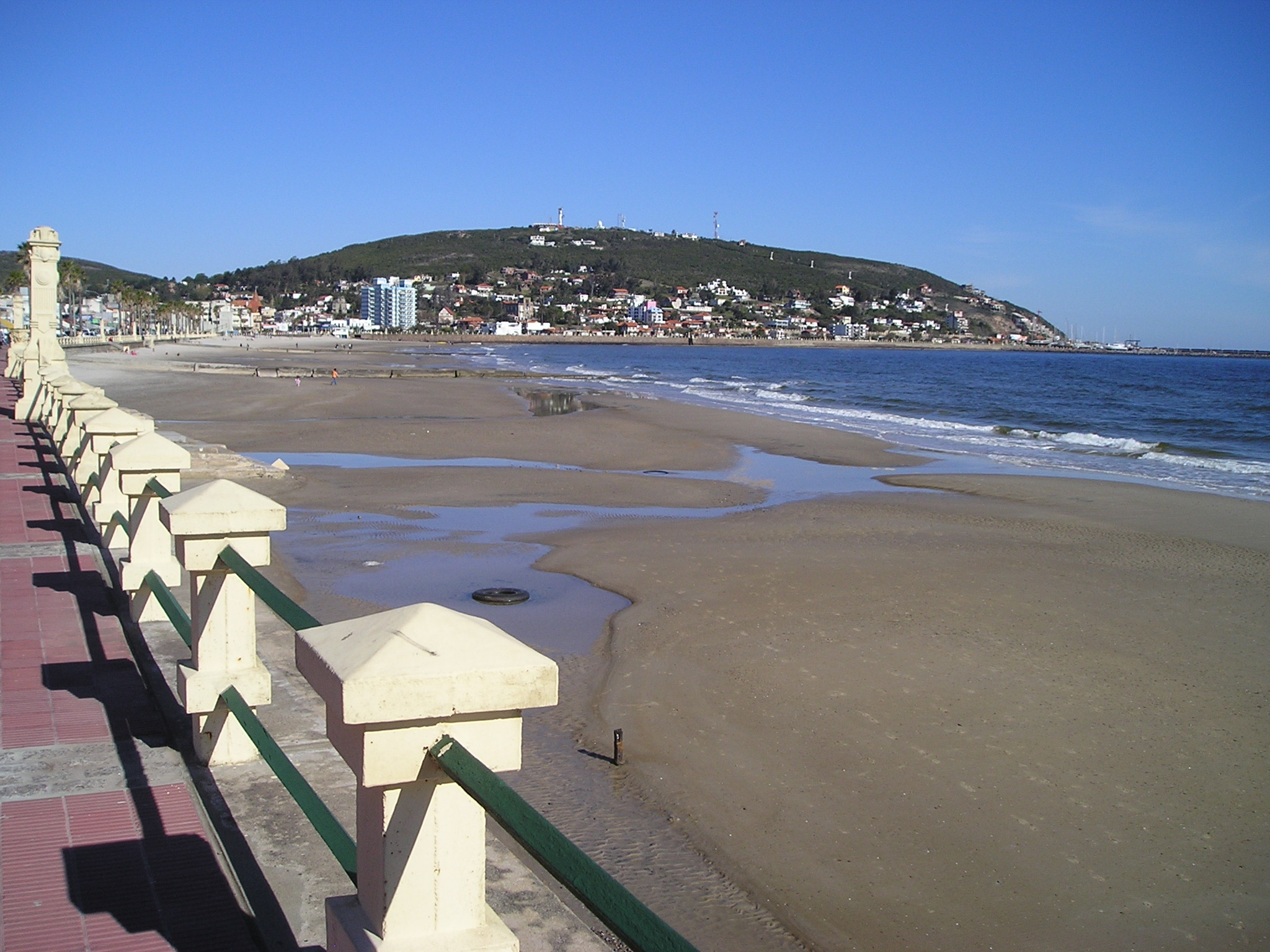
Piriápolis.

### Punta del Este

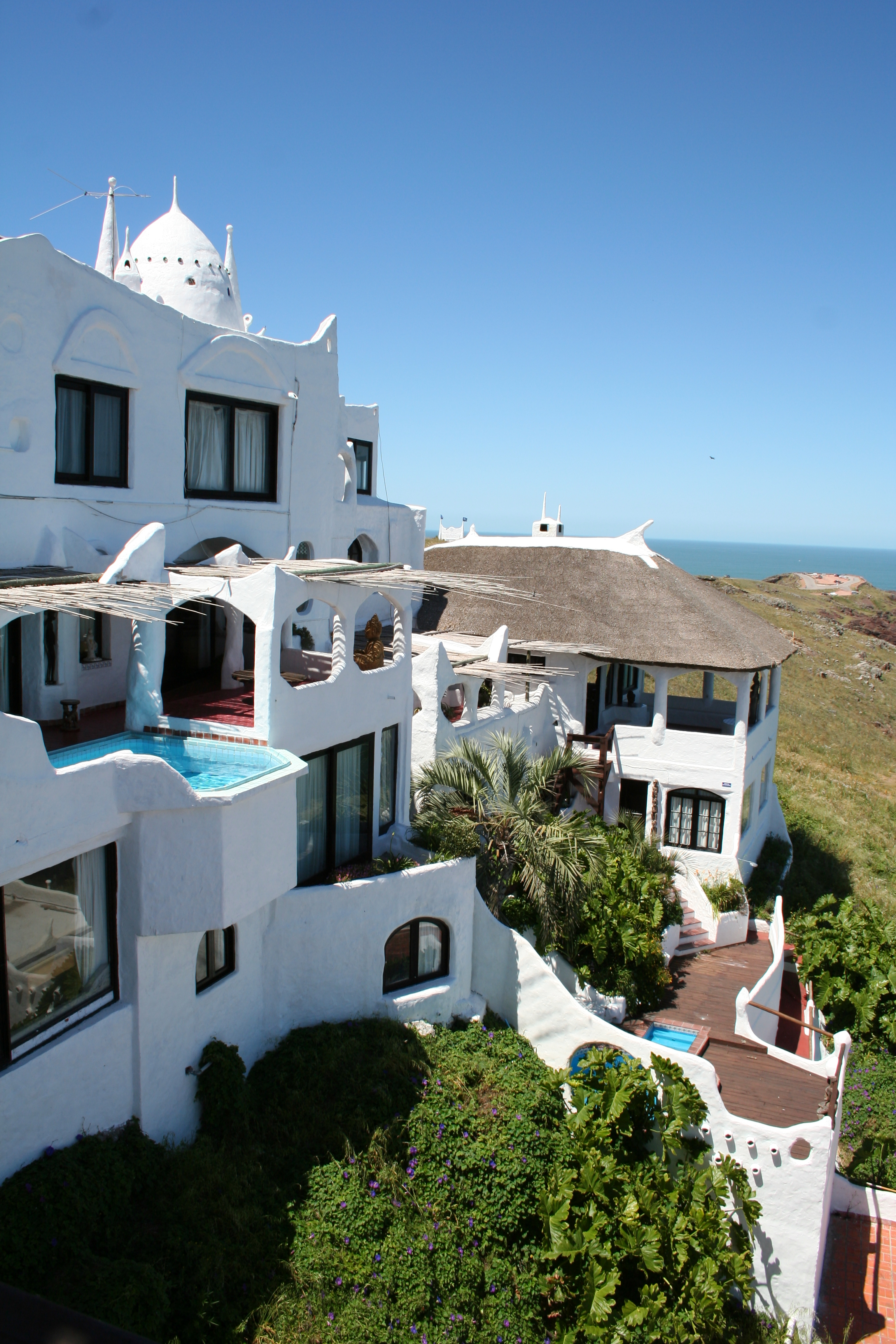
Casapueblo

Far de Punta del Este: construït el 1860 i va ser lliurat per Tomás Libanera per a la correcta vigilància de la navegació Riu de la Plata–Mar Uruguaiana–oceà Atlàntic. Té 45 m d'alçària.
Port Nuestra Señora de la Candelaria: l'explorador Juan Díaz de Solís hi va arribar el febrer de 1506,  el dia de la celebració de la Mare de Déu de la qual va adoptar el nom.
Casapueblo: obra del pintor i escultor Carlos Páez Vilaró, sobre la costa occidental de la Sierra de la Ballena. És el producte de més de tres dècades de treball, i és famós per les  cases de pedra i calç blanc donant-li un toc rústic i natural.

### San Carlos
Casalot del Senyor Carlos Seijo: va pertànyer a l'historiador del mateix nom, que va ser així mateix el primer a fer recerques sobre la població carolina a la darreria del segle xix.
Molí Lavagna: rep el nom del seu antic propietari Ignacio Lavagna, nascut a Itàlia i traslladat a Maldonado el 1870. Va treballar al molí Perdomo fins que el 1884 en va comprar un seu i va exercir en qualitat d'empresari. El mateix any de la seva mort, el 1928, el molí es va incendiar i va perdre tota mena de guany. Carlos Lavagna, el seu fill, s'encarregaria de fer-ho funcionar novament en portar maquinària alemanya, però el 1931 va morir i el deute que subjeia a la fàbrica va fer que es clausurés de forma definitiva. Avui en dia és en ruïnes.

## Geografia

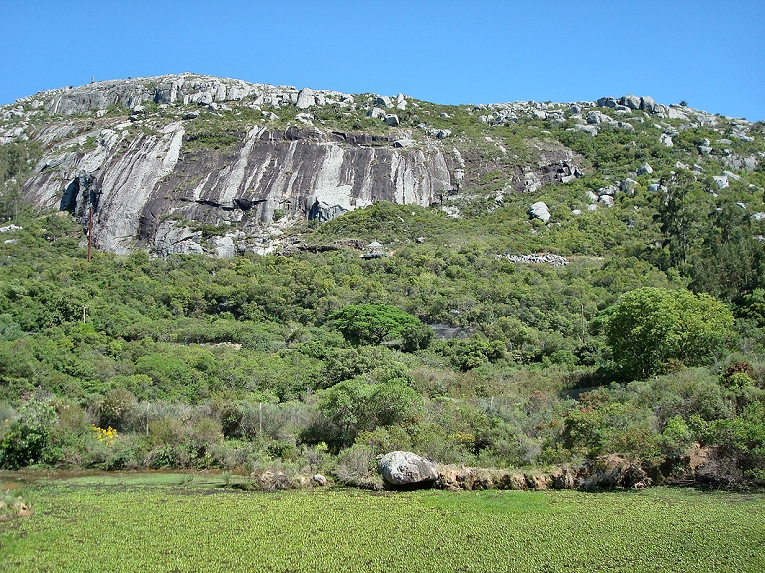
Cerro Pan de Azúcar, Sierra de las Ánimas.

D'entranyable posició geogràfica, Maldonado és un departament ric en contrasts. Té un relleu sorprenent que es caracteritza per la presència de serralades en gairebé la totalitat dels confins, i per una península que separa el Riu de la Plata de l'oceà Atlàntic al llarg d'una costa d'uns cent quilòmetres que van des del seu límit amb Canelones (pel rierol Solís Grande) fins a la frontera amb Rocha a l'extrem est del país.

### Orografia
És rocós i de mitjanes a elevades altures. Des del conjunt serrà de Carapé, allunyat de la zona costanera, emergeixen els de Caracoles i Balena amb direcció al sud, la Sierra de las Cañas cap al nord, i cap al sud-oest, el Cerro Catedral (amb 513 metres, el punt més alt de l'Uruguai). Sobre el litoral meridional, la Cuchilla Grande (les Cuchillas a l'Uruguai són cadenes de turons) obre pas a la Sierra de las Ánimas, la segona més alta del país amb més de 500 msnm. Proper a Piriápolis se situa el Cerro Pan de Azúcar (400 metres).
Les platges són sorrenques i aixecades, com es pot veure als balnearis de Las Flores, José Ignacio, Manantiales, Punta Colorada i Santa Mónica, entre d'altres.

### Hidrografia
El riu Solís Grande que el separa de Canelones, i els rierols de Pan de Azúcar i Maldonado que desemboquen a la Laguna del Sauce i a l'oceà Atlàntic, respectivament.

### Clima
El clima de Maldonado és càlid, humit i bastant plujós. Les precipitacions són espoliades a través de rierols; els del nord que es dirigeixen cap a la llacuna Merín i els del sud que desemboquen a l'Atlàntic. Els que no troben sortida a mar oberta, vessen les aigües a les llacunes del Sauce, de José Ignacio i de Garzón, formades arran dels rius del mateix nom.

### Flora i fauna

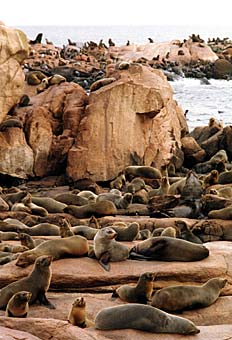
Elefants marins de dos pèls a l'Isla de Lobos.

Ric en pastures i abundant en índexs pluvials, Maldonado és un departament d'acabades i antigues ramificacions vegetals. Proper a San Carlos hi ha arbres de més de cent anys, i són molt dispersos els eucaliptus, les coníferes, les bellaombres, els ibiscos, els romanins, i les palmeres i estudiantines en menor mesura.
Pel que fa a la fauna, als voltants del Cerro Pan de Azúcar hi ha una reserva natural oberta al públic, en la qual es pot visitar els animals en el seu entorn natural. Destaquen el capibara, el gat de Geoffroy, el puma, el caiman yacare, el jaguar, la guineu grisa argentina, l'armadillo, espècies de tirànids, el paó i, a la costa, l'elefant marí (considerat una amenaça per als pescadors). L'Isla de Lobos és la reserva natural d'elefants marins més grossa d'Amèrica del Sud i de les més grosses del món, amb més de 250.000 exemplars de dos espècies diferents: el llop fi o de dos pèls (Arctocephalus australis) i el lleó marí, llop d'un pèl o llop de perruca (Otaria flavescens). El 2005 es van comptabilitzar 1.500 lleons i 250.000 llops marins.
Els ratpenats habiten cap al nord, a les grutes de Salamanca, a Aiguá.

## Economia

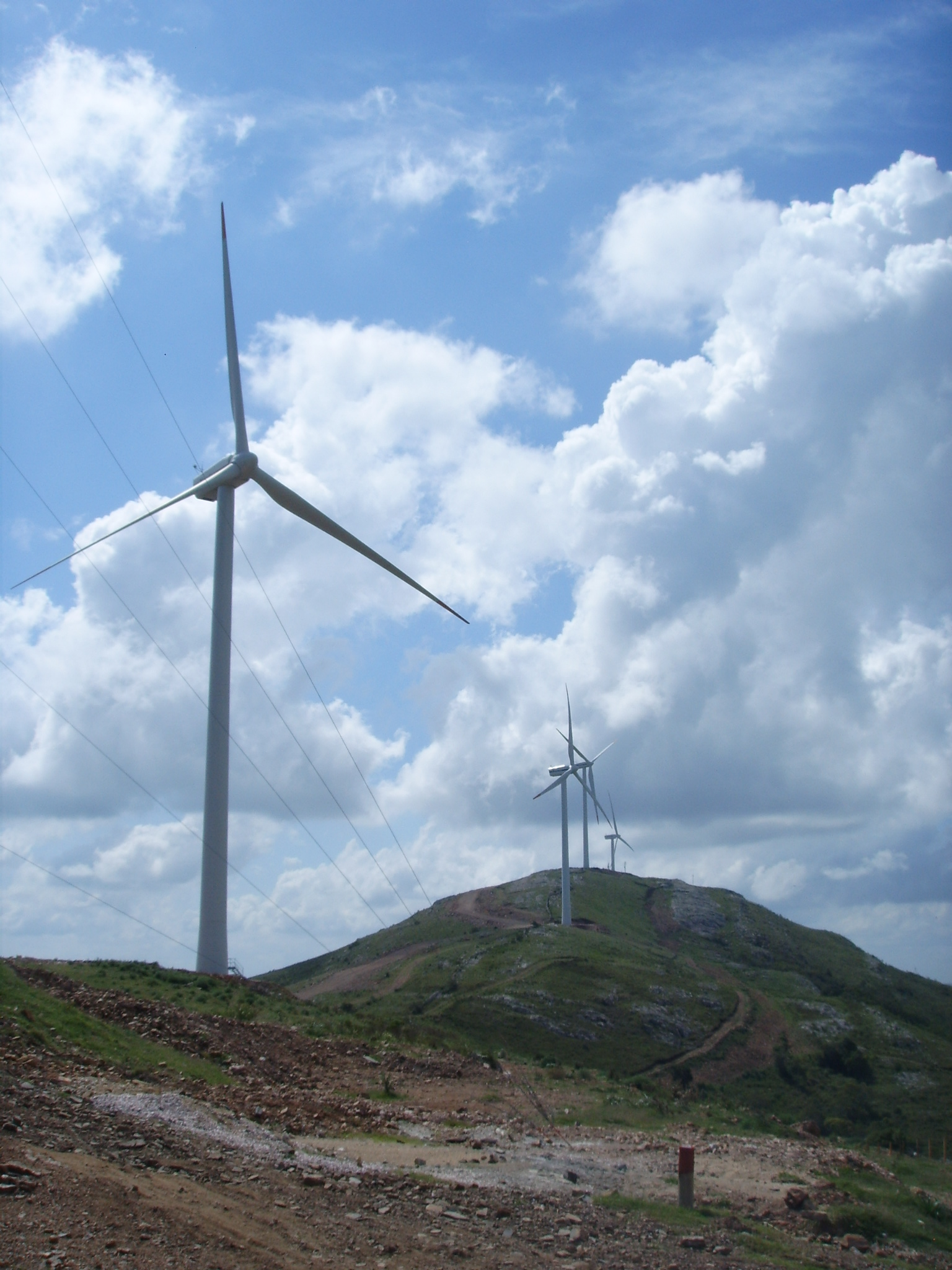
Molins de vent a la Sierra de los Caracoles.

La principal font d'ingressos del departament l'activitat turística – natural i cultural – que té la seva millor temporada durant els mesos d'estiu, és a dir, des de mitjan desembre a començament de març.
També té un paper important l'agricultura, amb terres de conreu al sud, i la cria de bestiar boví i oví, més comú del centre al nord de Maldonado. Les plantacions són força variades i van des de blat de moro, blat, farratges, papes (o patates), fins al conreu d'hortalisses i  ceps.
L'energia eòlica amb els molins de vent és un recurs de recent explotació al departament i que permet obtenir electricitat i estalviar en temps de sequera.
Finalment, té una explotació minera i industrial prolongada. A Pan de Azúcar hi ha empreses dedicades a la producció de marbre, de ciment tipus Portland, i allà i a la zona serrana de Carapé s'exploten pedreres d'aquesta pedra. A les ciutats més centrals hi ha una estesa indústria de manufactura de conserves, farines, productes vinícoles, sucre i tèxtils.

## Educació
Maldonado compta amb una sèrie d'institucions orientades a la formació de serveis en hoteleria i turisme. La Universitat de la República (UdelaR) disposa d'un centre associat a tals propòsits, el qual organitza de forma conjunta amb la Intendència Municipal. La capital té a més un centre de Formació Docent i, en aquesta i en la resta, la Universitat del Treball de l'Uruguai (UTU).

## Demografia
Segons el cens de 2004, Maldonado tenia una població aproximada de 140.192 habitants i hi havia un total de 47.657 habitatges. La llar mitjana era de 2,9 peersones. Per cada cent dones hi havia 97,2 homes. Així mateix, segons estimacions de l'INE de l'Uruguai, la població assolirà els 179.351 habitants en començar el 2025.
- Taxa de creixement poblacional: 2,285% (2004)
- Taxa de natalitat: 17,10 naixements/1.000 persones (2004)
- Taxa de mortalitat: 7,06 morts/1.000 persones
- Mitjana d'edat: 31,0 (30,1 homes, 32,0 dones)
- Esperança de vida en néixer (2004):

| Total: | 76,20 anys |
| homes: | 72,19 anys |
| dones: | 80,37 anys |

- Mitjana de fills per família: 2,31 fills/dona
- Ingrés urbà per capita (en ciutats de 5.000 o més habitants): 4.066,1 pesos uruguaians/mes

Creixement de la població (habitants):
- 1852: 9.733
- 1860: 20.000
- 1908: 28.020
- 1963: 61.259
- 1975: 76.211
- 1985: 94.314
- 1996: 127.502
- 2004: 140.192

## Govern
D'acord amb l'article 262 de la Constitució de la República, en matèria d'administració departamental: 
| « | el Govern i Administració dels Departaments, a excepció dels serveis de seguretat pública, seran exercits per una Junta Departamental i un Intendent. Tindran la seva seu a la capital de cada departament i iniciaran les seves funcions seixanta dies després de la seva elecció. A més, l'Intendent, amb acord de la Junta Departamental, podrà delegar en les autoritats locals l'exercici de determinades comeses en les seves respectives circumscripcions territorials(...). | » |

Maldonado va ser governat des de la seva creació el 1828 fins a l'any 2005 pels partits de dreta, liberals i conservadors. Durant els darrers anys, el Partit Nacional (conservador) mantenia una certa hegemonia, i renovava el mandat cada cinc anys. No obstant això, durant les eleccions municipals del 2005, el candidat del Front Ampli (coalició d'esquerres) va obtenir una victòria històrica, i va derrotar per primera vegada al candidat nacionalista. Óscar de los Santos, el nou intendent, va renovar mandat i obtenir una nova victòria, aquest cop més ajustada, durant les darreres eleccions municipals del 2010.

## Principals centres urbans
A més de la capital, Maldonado compta amb nombroses ciutats, entre d'altres, l'agropecuària de San Carlos (23.878 habitants); Punta del Este, el principal balneari del país (8.252 hab); Piriápolis (7.759 hab), envoltada pels turons de San Antonio, del Toro i Pan de Azúcar (la ciutat homònima del qual té 6.969 habitants), i Aiguá, amb 2.676 persones.
A continuació hi ha una llista de pobles o ciutats amb una població superior a 1.000 persones segons dades estimatives del cens de 2004 (excepte en els casos en els quals s'especifica la data):
| Ciutat/Poble           | Població     |
| ---------------------- | ------------ |
| Aiguá                  | 2.676        |
| Cerro Pelado           | 2.407 (1996) |
| Gregorio Aznárez       | 1.003 (1996) |
| Hipódromo              | 1.436 (1996) |
| Maldonado              | 50.417       |
| Pan de Azúcar          | 6.969        |
| Pinares - Las Delicias | 6.989 (1996) |
| Piriápolis             | 7.579        |
| Punta del Este         | 8.252        |
| San Carlos             | 23.878       |
| San Rafael - El Placer | 1.950 (1996) |

### Municipis
Segons la llei aprovada el 2009, la qual creava un tercer nivell de govern – les alcaldías –, Maldonado quedaria subdividit en vuit municipis liderats per un alcalde al costat d'un consell (concejo). Els municipis van ser creats en funció del nombre d'habitants que tenien, de forma que els vuit nous municipis són, així mateix, les més poblades del departament. El municipi més gran és el de San Carlos (1.438 km²), mentre que el més petit és Punta del Este (48 km²).
| Municipi       | Població | Superfície (km²) |
| Aiguá          | 4 500    | 1 246            |
| Garzón         | 900      | 719              |
| Maldonado      | 105 000  | 192              |
| Pan de Azúcar  | 9 500    | 719              |
| Piriápolis     | 14 000   | 192              |
| Punta del Este | 15 000   | 48               |
| San Carlos     | 37 000   | 1 438            |
| Solís          | 4 600    | 240              |